# Hystrichodexia brevicornis
Hystrichodexia brevicornis là một loài ruồi trong họ Tachinidae.